# Gisela Birkemeyer
Gisela Birkemeyer, z domu Köhler (ur. 22 grudnia 1931 w Fasendorfie, zm. 26 marca 2024 w Berlinie) – wschodnioniemiecka lekkoatletka specjalizująca się w krótkich biegach płotkarskich oraz sprinterskich, dwukrotna medalistka letnich igrzysk olimpijskich: srebrna z Melbourne (1956) oraz brązowa z Rzymu (1960), w obu przypadkach w biegu na 80 metrów przez płotki. Na igrzyskach olimpijskich startowała w barwach Wspólnej Reprezentacji Niemiec.

## Sukcesy sportowe
- zdobywczyni tytułu Sportsmenka Roku w Niemczech – 1959[2]
- dziewięciokrotna z rzędu halowa mistrzyni NRD w biegu na 80 m przez płotki, w latach 1953–1961[3]
- sześciokrotna z rzędu mistrzyni NRD w biegu na 100 m, w latach 1955–1960[4]
- pięciokrotna mistrzyni NRD w biegu na 200 m, w latach 1955–1957 oraz 1959–1960[5]

| Rok  | Miasto    | Zawody               | Konkurencja                                       | Wynik                    |
| ---- | --------- | -------------------- | ------------------------------------------------- | ------------------------ |
| 1956 | Melbourne | igrzyska olimpijskie | bieg na 80 m ppł bieg na 200 m sztafeta 4 x 100 m | srebrny medal 6. miejsce |
| 1958 | Sztokholm | mistrzostwa Europy   | bieg na 80 m ppł                                  | brązowy medal            |
| 1960 | Rzym      | igrzyska olimpijskie | bieg na 80 m ppł                                  | brązowy medal            |

## Rekordy życiowe
- bieg na 80 m ppł – 10,5 – 1960
- bieg na 100 m – 11,5 – 1956
- bieg na 200 m – 23,7 – 1960